# Sóház (1886)
A Sóház budapesti kereskedelmi épület a IX. kerületben, amelyet napjainkban oktatási célokra használnak Budapesti Corvinus Egyetem „S” épülete néven.

## Története
A Sóház a nagy Fővámpalota (ma a Budapesti Corvinus Egyetem főépülete) és a Közraktárak között épült 1886-ban. Tervezője Ulrich Keresztély volt. A háromszintes, körülbelül 60 méter hosszú és 30 méter széles épületben a Vámpalota dolgozói részére irodákat hoztak létre, de raktárakat is kialakítottak. A második világháború során súlyos sérüléseket szenvedett az épület. Később számos kisebb újítás történt rajta, de az általános rekonstrukcióra csak 1999-ben került sor. Belsejét teljesen modernizálták. Az épületet ezt követően a Corvinus Egyetem kapta meg és azóta oktatási célokra használja.

## Képtár

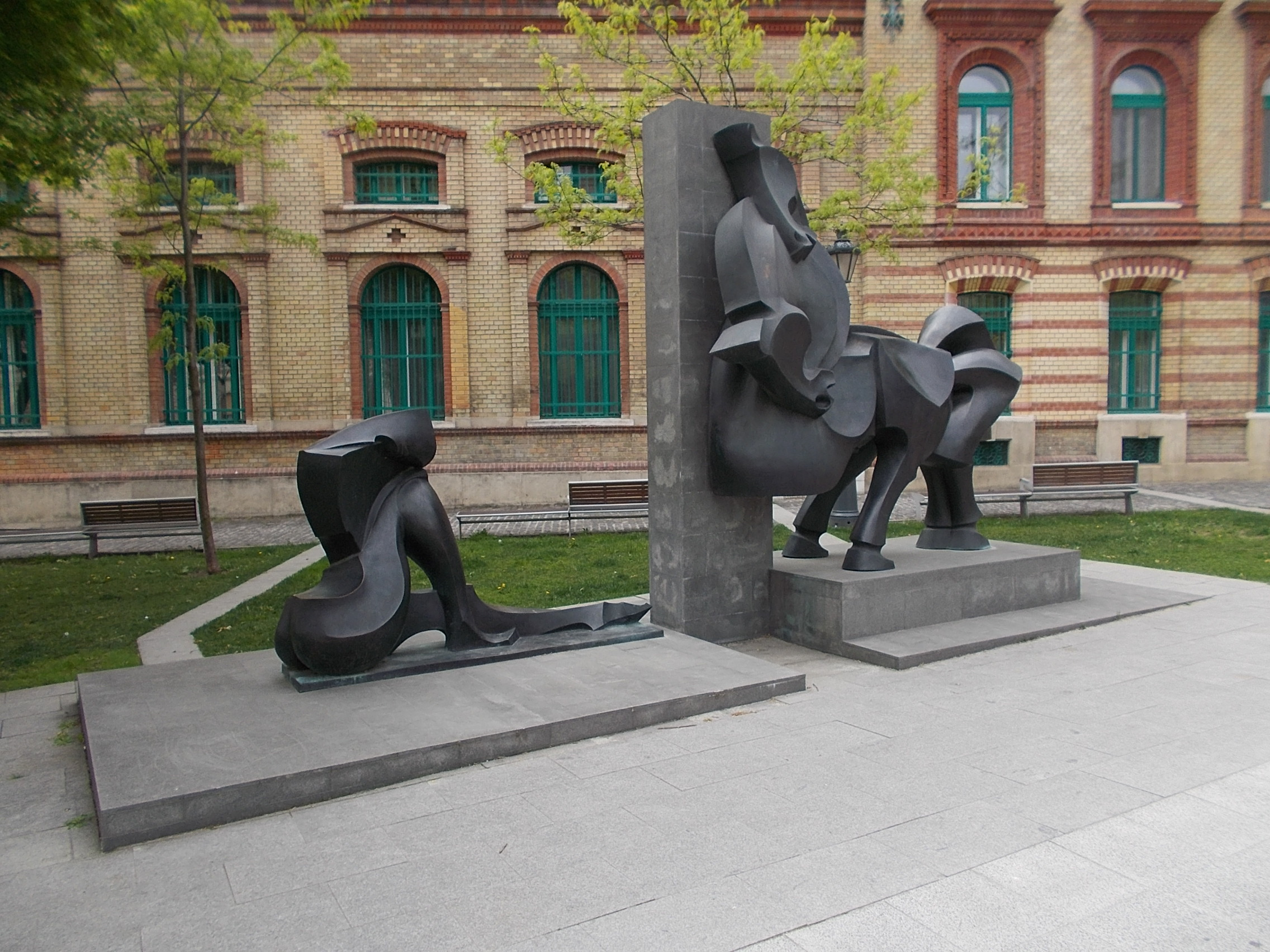
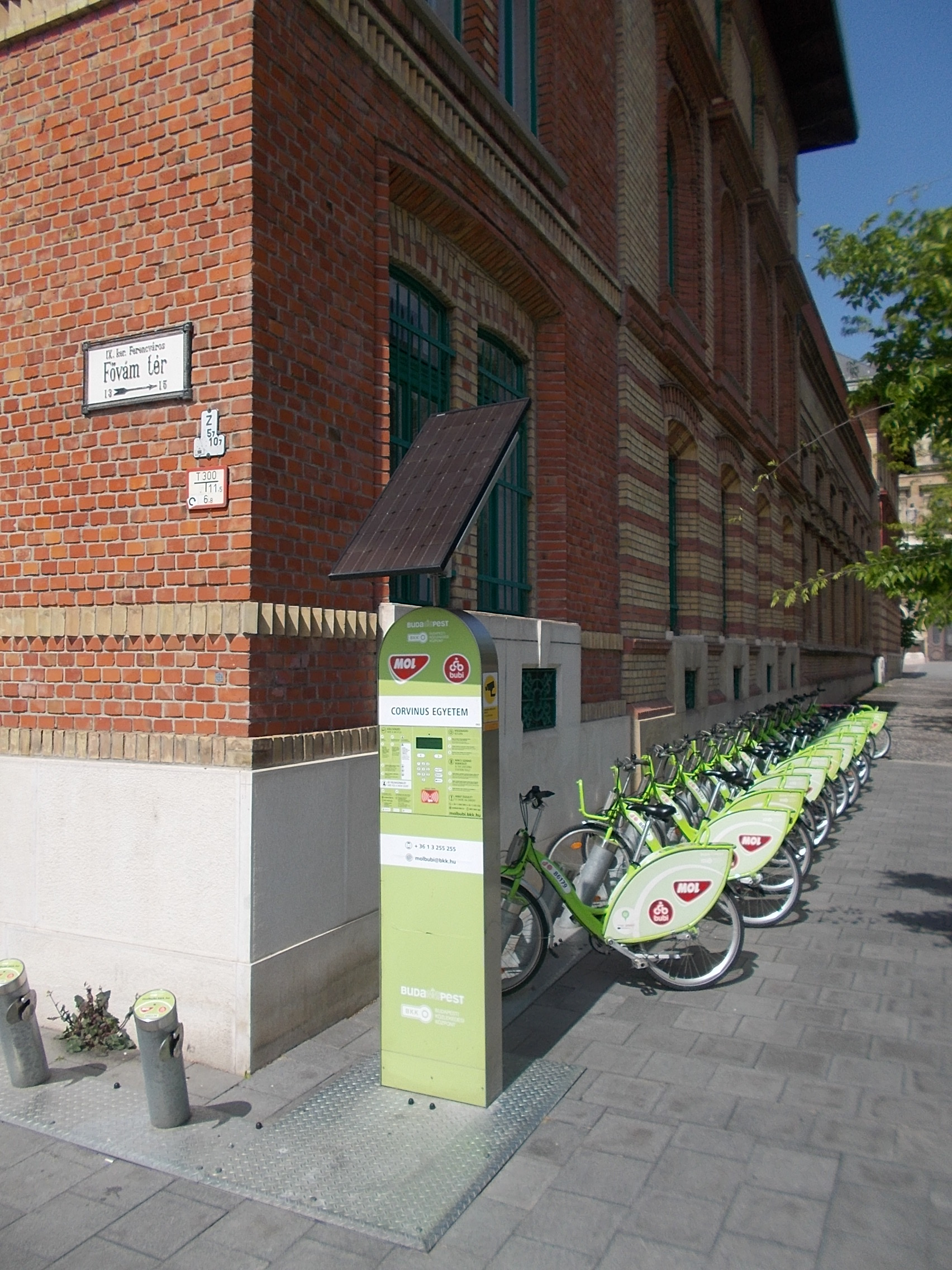
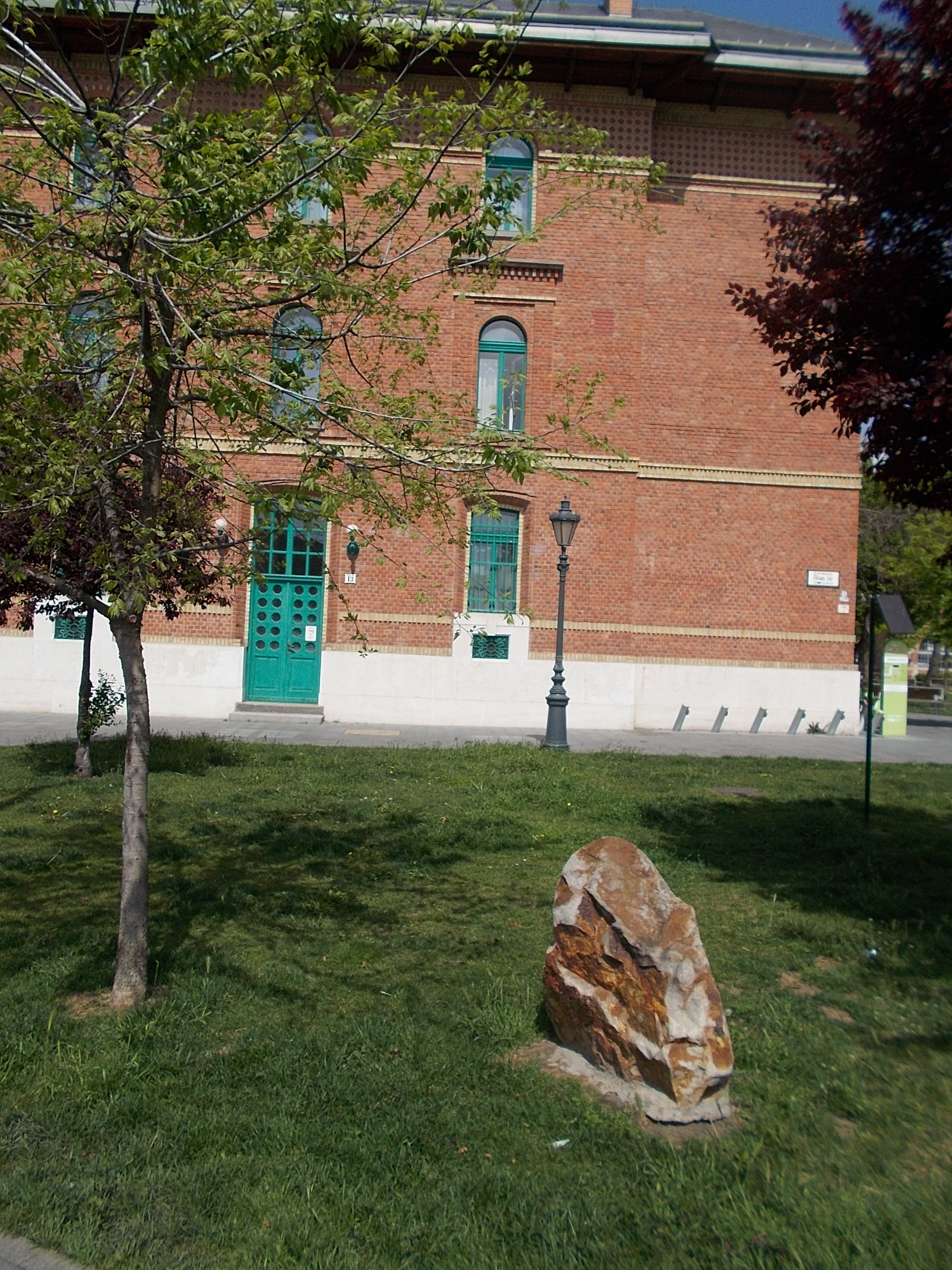
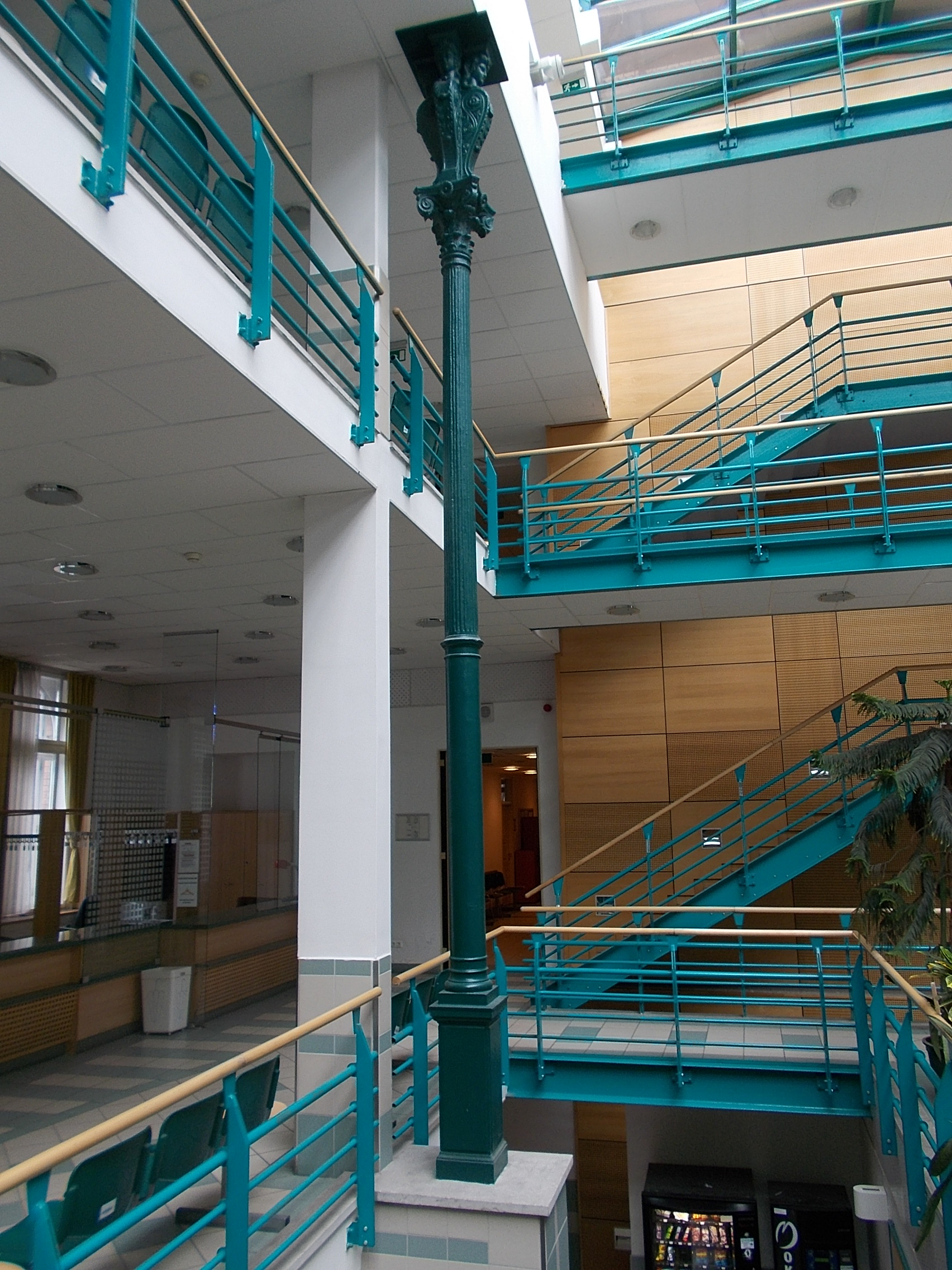
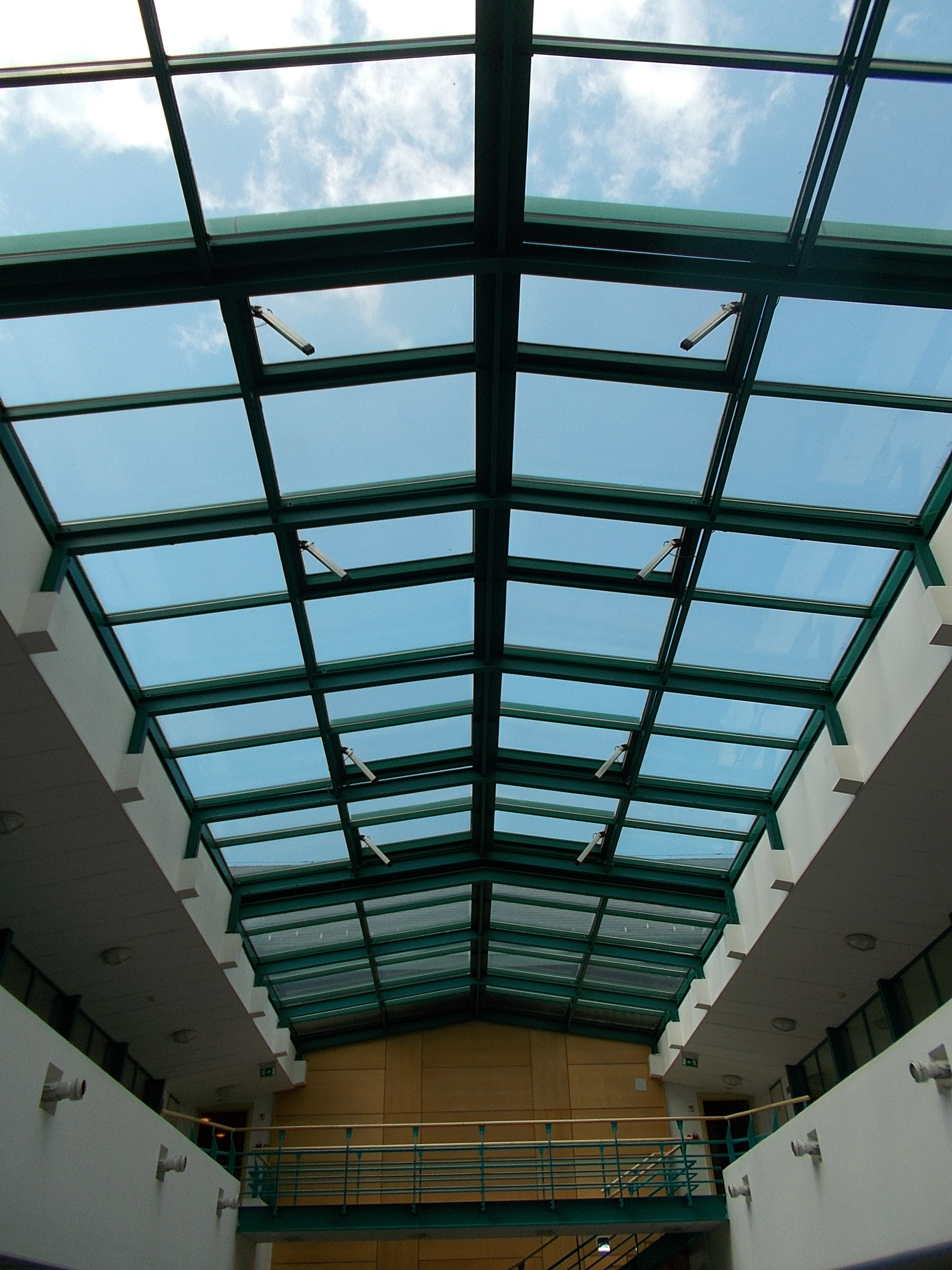